# Kuumi
Kuumi – wieś w Estonii, w prowincji Sarema, w gminie Kihelkonna.